# Marie Reimbold d'Estourmel
Marie Reimbold d'Estourmel est un homme politique français né le 16 janvier 1841 à Paris et décédé le 25 mai 1902 à Suzanne (Somme).

## Biographie
Reimbold d'Estourmel est le fils d'Henry d'Estourmel, conseiller-général du canton d'Orgon  (Bouches du Rhône), et de Anna Eugénie Blanche de Rouvroy de Saint-Simon. 
Il est l'arrière petit fils de Louis Marie d'Estourmel, député aux Etats-généraux de 1789. 
Il est le petit-fils de Henri Jean Victor de Rouvroy de Saint-Simon, pair de France, sénateur.
Il est élu en 1867 conseiller général de la Somme pour le canton de Bray sur Somme, où se trouve son château de Suzanne, jusqu'en 1886. 
Le 4 janvier 1868, il est élu député de la Somme, puis réélu au renouvellement du 24 mai 1869, siégeant à la chambre jusqu'en septembre 1870, dans l'opposition orléaniste, avec le Tiers-parti libéral. Il est l'un des signataires de l'adresse des 116 et vote contre la déclaration de guerre à la Prusse, le 19 juillet 1870.
Le 12 mars 1882, il est candidat aux élections législatives dans la circonscription de Péronne, mais échoue par 5861 voix contre 6640 à Alfred Toulet.
En 1885, il est réélu député de la Somme et encore réélu en 1889, jusqu'en 1893, siégeant à droite, avec les monarchistes.

### Mariage et descendance
Il épouse à Paris le 20 avril 1863 Hermesinde de Castellane (Paris, 14 août 1845 - Marseille, 26 mars 1917), dont trois fils :
- Ghislain d'Estourmel (Paris 8e, 13 avril 1865 - Marseille, 9 août 1892), marié en 1888 avec Antoinette Oppenheim, sans postérité ;
- Jacques d'Estourmel (Paris 8e, 31 mars 1867 - Saint Georges sur Layon, 12 octobre 1940), marié en 1896 avec Adrienne de Lameth, dont postérité ;
- Antoine d'Estourmel (château de Suzanne, 6 octobre 1875 - Marseille, 21 octobre 1942), marié en 1908 avec Marie Reine Letz, dont un fils sans postérité.

### Sources
- « Marie Reimbold d'Estourmel », dans Adolphe Robert et Gaston Cougny, Dictionnaire des parlementaires français, Edgar Bourloton, 1889-1891 [détail de l’édition]
- « Marie Reimbold d'Estourmel », dans le Dictionnaire des parlementaires français (1889-1940), sous la direction de Jean Jolly, PUF, 1960 [détail de l’édition]
- Dictionnaire biographique de la Somme, Paris, Henri Jouve, 1893. Un portrait photographique.